# Karl Merkatz
Karl Merkatz, född 17 november 1930 i Wiener Neustadt, Niederösterreich, död 4 december 2022 i Irrsdorf i Land Salzburg, var en österrikisk skådespelare. Han blev främst känd för huvudrollen i den österrikiska filmen Der Bockerer från 1981 där han spelade den naive slaktaren Karl under den tyska ockupationen av Österrike under andra världskriget.